# SKAP:s stipendiefond till Evert Taubes minne
SKAP:s stipendiefond till Evert Taubes minne instiftades av SKAP 1990 i samband med Evert Taubes 100-årsdag. Stipendium ur fonden tilldelades upphovsmän eller andra personer/organisationer som verkar i Evert Taubes anda. SKAP:s stipendiefond till Evert Taubes minne upphörde sin verksamhet 2021. 
Stipendiemottagare:
- John Ulf Anderson (1991)
- Olle Adolphson (1992)
- Mats Paulson (1993)
- Sällskapet Visans Vänner i Göteborg (1994)
- Edvard Matz (1995)
- Finn Zetterholm (1996)
- Göran Fristorp (1997)
- Sid Jansson (1998)
- Stefan Demert (1999)
- Lasse Tennander (2000)
- Svenska Visakademien (2001)
- Lars Klevstrand (2002)
- Marie Bergman (2003)
- Ulf Lundell (2004)
- Peter Lundblad (2005)
- Visklubb '67 i Säffle (2006)
- Olle Edström (2007)
- Stefan Sundström (2008)
- Mikael Samuelson (2009)
- Michael Saxell (2010)
- Maria LLerena (2011)
- Torgny Björk (2012)
- Jan Sigurd (2013)
- Dan Berglund (2014)
- Ola Magnell (2015)
- Sofia Karlsson (2016)
- Uje Brandelius (2017)
- Marit Bergman (2018)
- Lena Willemark (2019)
- Toni Holgersson (2020)